# Gary Hart
Gary Warren Hart (ur. 28 listopada 1936 w Ottawie, Kansas) – amerykański polityk, senator ze stanu Kolorado od 1975 do 1987, z Partii Demokratycznej. Kandydował w wyborach prezydenckich w 1984, ale nie zdobył nominacji swojej partii w prawyborach. Kandydował ponownie do wyborów mających się odbyć w 1988 i był uważany za faworyta w prawyborach, ale skandal zmusił go do wycofania swojej kandydatury w maju 1987. W grudniu 1987 zdecydował się ponownie zostać kandydatem, ale w pierwszych prawyborach w stanie New Hampshire zdobył tylko 4% głosów i niedługo później ostatecznie wycofał się.